# Отцы и дети (фильм, 1983)
«Отцы и дети» — советский 4-серийный фильм режиссёра Вячеслава Никифорова, снятый по одноимённому роману Ивана Сергеевича Тургенева. Премьера фильма состоялась 10 июля 1984 года.

## Сюжет
К сорокатрехлетнему помещику Кирсанову, только что окончив университет, приезжает сын Аркадий. C ним самоуверенный молодой человек, начинающий доктор, Евгений Васильевич Базаров. Старший брат отца, Павел Петрович, и Базаров сразу же начинают ощущать взаимную антипатию. Через несколько дней после приезда Аркадий знакомит друга с Одинцовой, молодой, красивой и богатой вдовой, которой Базаров сразу же начинает интересоваться…

## В главных ролях
- Евгений Васильевич Базаров — Владимир Богин
- Василий Иванович Базаров — Владимир Самойлов
- Арина Власьевна Базарова — Муза Крепкогорская
- Николай Петрович Кирсанов — Алексей Кузнецов
- Павел Петрович Кирсанов — Борис Химичев
- Аркадий Николаевич Кирсанов — Владимир Конкин
- Анна Сергеевна Одинцова — Наталья Данилова
- Катя (сестра Одинцовой) — Римма Коростелёва
- Фенечка — Светлана Рябова

## В ролях
- Кукшина — Татьяна Догилева
- Ситников — Валерий Шальных
- Колязин — Эдуард Изотов
- Прокофьич — Валентин  Печников
- Тимофеич — Алексей Биричевский
- Княжна — Александра  Зимина
- Пётр — Е. Москалев
- Дуняша — И. Дубровская
- Уездный доктор — Виктор Мирошниченко

## В эпизодах
- Тамара Гудкова
- Юрий Дубровин — доктор-немец
- Ярослав Конкин
- Святослав Конкин
- Игорь Класс — крестьянин
- Иван Мацкевич
- Н. Манохин
- Владимир Марков — дворецкий Одинцовой
- Н. Прудников
- Г. Романова